# Nathalie Cabrol
Pour les articles homonymes, voir Cabrol.
Nathalie A. Cabrol, née le 30 août 1963, est une astrobiologiste franco-américaine d'origine française spécialisée dans la planétologie, et également une plongeuse extrême. 
Nathalie Cabrol est connue pour ses études sur les lacs anciens de Mars, et pour ses expéditions scientifiques en haute altitude dans la cordillère des Andes au Chili en tant que scientifique principale pour le projet High Lakes Project, financé par le NASA Astrobiology Institute (NAI). Elle et son équipe y documentent l'adaptation de la vie aux environnements aux conditions extrêmes, l'effet du réchauffement climatique rapide sur les écosystèmes des lacs et leurs habitats, leurs signatures géobiologiques, et son intérêt pour l'exploration planétaire. 
Elle est la chercheuse en chef de l'équipe NAI de l'institut SETI, sélectionnée en octobre 2014 pour développer des nouvelles stratégies d'exploration et de détection de bio-signatures dans le cadre de la mission Mars 2020. Elle est nommée directrice de l'institut Carl Sagan (en) pour l'étude de la vie dans l'Univers.

## Biographie

### Jeunesse et carrière
Nathalie Cabrol est née près de Paris. Elle fait ses études à l'université de Nanterre, puis à l'université Panthéon-Sorbonne (Paris I) pour son master et son doctorat, qu'elle termine en 1991. En 1986 elle est la première personne à étudier en détail le cratère Gusev sur Mars. Elle attire l'attention et les louanges de Valeri Barsukov (en) de l'Académie des sciences de Russie, qui l'invite à Moscou pour y donner un cours.
Entre 1985 et 1994, elle fait de la recherche en géologie planétaire avec son mari, Edmond Grin, à l'Université Paris-Sorbonne et l'Observatoire de Paris-Meudon. En 1994, alors que leur laboratoire doit fermer, Chris McKay, un scientifique de la NASA, lui rend visite, et elle déménage aux États-Unis la même année pour un post-doc à la NASA. Elle et son mari décident de rester aux États-Unis et deviennent citoyens américains. Elle est alors la porte-parole pour sélectionner le cratère Gusev comme point d'atterrissage de l'astromobile Spirit de la NASA sur Mars. En 1998, elle devient une employée de la NASA travaillant à l'institut SETI, y continue sa recherche sur la planète Mars, et est promue directrice du centre Carl Sagan le 7 août 2015.

### Enquêtes sur les lacs

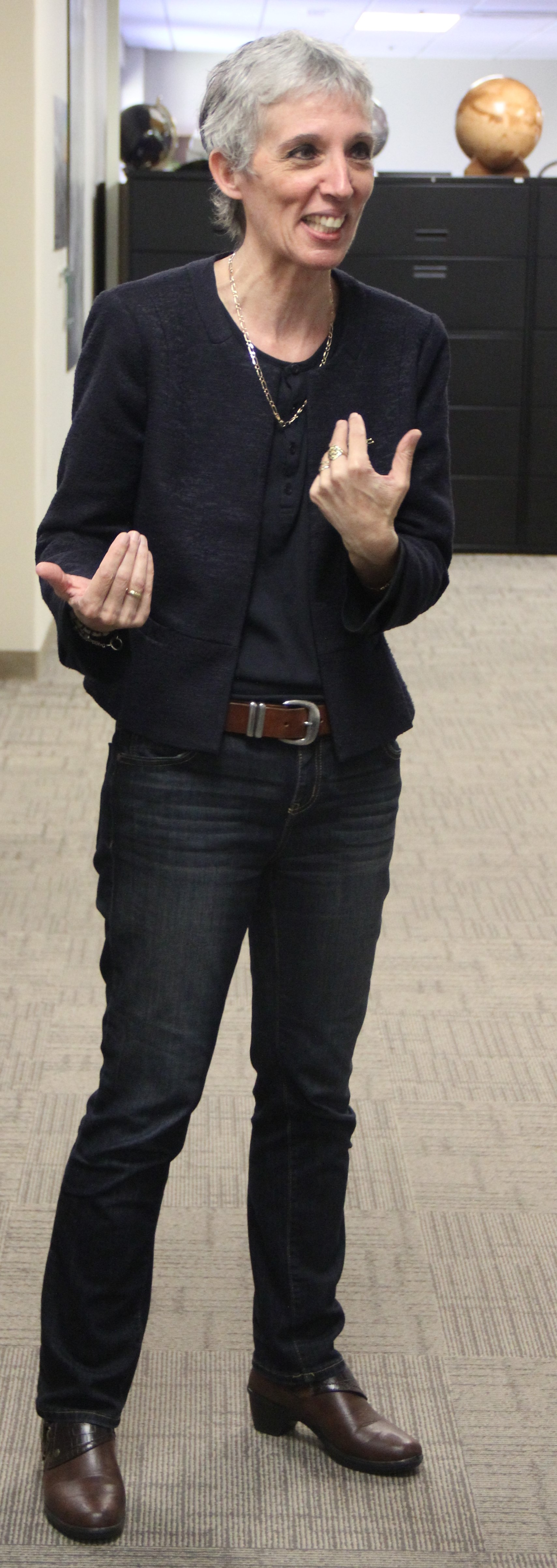
Nathalie Cabrol en août 2017.

Nathalie Cabrol est la scientifique principale sur le projet d'expérience sur le terrain de l'astromobile Nomad de la NASA en 1997, ainsi que pour d'autres projets financés par le programme ASTEP de la NASA, comme La Vie dans l'Atacama (2003-2006) et La Vie Sous la Surface dans l'Atacama (2011-2015). Elle est la chercheuse principale du projet Lake Lander (2011-2015) de l'ASTEP qui étudie l'impact de la perte de glace sur les lacs, en utilisant des technologies développées pour l'exploration de Titan. 
Depuis janvier 2015, elle est la scientifique principale de l'équipe NASA Astrobiology Institute (NAI) de l'Institut SETI, qui cherche à comprendre l'impact de changements environnementaux rapides et le potentiel de Mars en termes de bio-signatures. Elle explore les lacs de haute altitude dans les Andes, où les conditions environnementales sont similaires à celles rencontrées dans la jeunesse de Mars. Avec son équipe, elle a escaladé le volcan Licancabur (6014m d'altitude) à plusieurs reprises pour y conduire des recherches, notamment en plongeant en apnée dans le lac sur le cratère. Ses activités d'explorations de lac, visant à chercher des extrêmophiles (microbes avec la capacité de survivre dans des environnements extrêmes), font d'elle la détentrice (officieuse) du record féminin d'apnée et de plongée réalisées à la plus haute altitude. Cabrol y a trouvé une profusion de vie, dont de nouvelles espèces et un énorme champ de microbes fossilisés, appelés stromatolithes. Elle collecta des micro-organismes dans le lac, et évoque « sa surprise en voyant la richesse des organismes à cette altitude, malgré les conditions rudes ». En plus de cela, elle est membre de la mission Mars Exploration Rover de la NASA. Elle explique son parcours et son travail dans une série radiophonique A voix nue sur France Culture, Un poisson dans les étoiles, en cinq épisodes.

## Publications
Nathalie Cabrol a publié plus de 400 articles évalués par ses pairs, ainsi que plusieurs livres, et a reçu plusieurs prix pour sa recherche. Son mari Edmond Grin est ingénieur en hydrogéologie. Ils ont écrit des livres et des articles ensemble, dont par exemple La Recherche de la vie dans l'univers (2000) et Lakes on Mars (2010). En 2008 elle publie 17 articles. En 2021 elle publie un ouvrage autobiographique, Voyage aux frontières de la vie. En 2023, elle publie À l'aube de nouveaux horizons (Seuil) ainsi que L'énigme cosmique de la vie (Seuil, novembre 2023).

## Notoriété
On fait référence à Nathalie Cabrol dans des livres comme Magnificent Mars (2003) de Ken Croswell (en) ou Water on Mars and Life (2004) de Tetsuya Tokano.
Nathalie Cabrol a été nommée membre (fellow) de WINGS WorldQuest, et elle est lauréate du prix  WINGS WorldQuest Woman of Discovery mention « air et espace ».

## Émissions
- [(fr) Nathalie Cabrol, un poisson dans les étoiles sur Radio France (France Culture) (page consultée le 01 mars 2024)], podcast/émission À voix nue (2023), France Culture, durée 0 h 30.
- [(fr) Nathalie Cabrol : voyage autour des mondes sur Radio France (France Culture) (page consultée le 01 mars 2024)], podcast/émission La Science, CQFD (2023), France Culture, durée 1 h.